# Adoor Gopalakrishnan

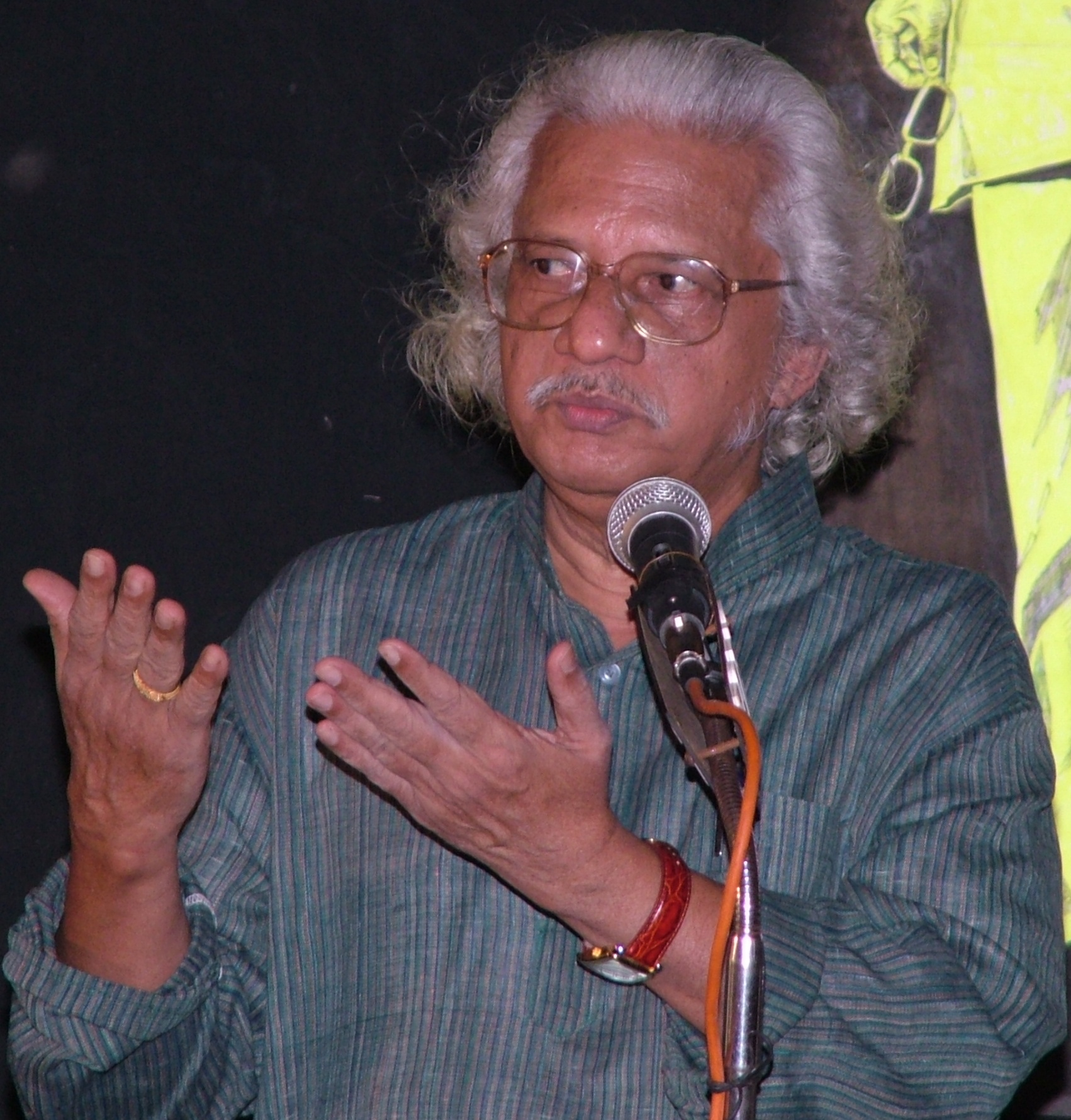
Adoor Gopalakrishnan, 2003

Adoor Gopalakrishnan (Malayalam അടൂർ ഗോപാലകൃഷ്ണൻ; * 3. Juli 1941 in Adoor, Kerala) ist ein indischer Filmregisseur. Seine Filme sind in seiner Muttersprache Malayalam. Er ist von den Werken Satyajit Rays beeinflusst.

## Leben und Wirken
Adoor Gopalakrishnan wurde im Distrikt Pathanamthitta in eine Familie von Kunstkennern und Freunden des klassischen keralischen Tanzes Kathakali geboren, so dass es nicht fern lag, dass er seit seinem achten Lebensjahr beim Theater beschäftigt war. Gleich nach Abschluss seiner Ausbildung auf der Filmhochschule in Pune gründete er mit Freunden eine Produktionsfirma für nichtkommerzielle Filme.
Seine erste Regiearbeit Swayamvaram (1972) wurde in Indien gleich mehrfach preisgekrönt. Anders als es im durch Zensur beschränkten Kommerzkino Bollywoods nur beschränkt möglich gewesen wäre, konnte Gopalakrishnan mit seinen künstlerisch ambitionierten Filmen aufgrund seiner relativen Selbständigkeit sozial kritische und von traditionellen Schranken befreite Themen bearbeiten.
Ebenso wie Westbengalen hat Kerala eine lange Tradition kommunistischer Regierungen. Und Gopalakrishnan hat mit dem Hintergrund dieser Geistesströmung mehrere Filme mit politischem Standpunkt gedreht, so Kodiyettam (1977) und auch Mukhamukham (1984).
Alle seine Spielfilme wurden auf nationalen wie internationalen Filmfestivals gezeigt und gewannen hier wie da Filmpreise. 1983 erhielt er den Padma Shri und 2005 wurde Adoor Gopalakrishnan mit dem höchsten indischen Filmpreis, dem Dadasaheb Phalke Award für das Jahr 2004, ausgezeichnet. 2006 wurde ihm der Padma Vibhushan verliehen.

## Filme
- 1972: Swayamvaram (Die eigene Wahl)
- 1977: Kodiyettam (Kodiyettam – Aufstieg)
- 1981: Elippathayam
- 1984: Mukhamukham
- 1987: Anantaram
- 1990: Mathilukal
- 1994: Vidheyan
- 1996: Kathapurushan
- 2002: Nizhalkkuthu
- 2007: Naalu Pennungal
- 2008: Oru Pennum Randaanum